# David Pell
David Pell (* 9. Juni 1980) ist ein australischer Radrennfahrer.
Pell belegte im Jahr 2005 bei den australischen Meisterschaften in der Einerverfolgung den dritten Platz. In der Saison 2006 belegte er bei dem australischen Eintagesrennen Melbourne to Warrnambool Classic den zweiten Platz hinter dem Sieger Robert McLachlan. 2007 bis 2009 fuhr Pell bei dem Continental Team Savings & Loans. Bei der nationalen Zeitfahrmeisterschaft 2007 belegte er den dritten Rang. Kurz darauf gewann er bei der Tour of Wellington eine Etappe. 2008 siegte er im Eintagesrennen Grafton to Inverell Cycle Classic. Auch 2009 konnte er bei diesem Etappenrennen einen Abschnitt gewinnen. Zur Jahresmitte 2012 beendete er seine Radsportkarriere.

## Erfolge
2005
- Australische Meisterschaft – Einerverfolgung

2007
- Australische Meisterschaft – Straßenrennen
- eine Etappe Tour of Wellington

2009
- eine Etappe Tour of Wellington

## Teams
- 2003 Comnet-Senges

- 2007 Savings & Loans
- 2008 Savings & Loans
- 2009 Savings & Loans
- 2010 Drapac Porsche Cycling
- 2011 Drapac
- 2012 Drapac Cycling (bis 31.07.)